# LY-293284
LY-293284是一种含氮有机化合物，分子式C
19H
26N
2O，可作为5-HT1A受体的完全激动剂，由礼来公司开发，动物实验表明其具有致焦虑作用。